# Lee Heung-sil
Dans ce nom coréen, le nom de famille, Lee, précède le nom personnel.
Lee Heung-sil (coréen : 이흥실), né le 28 mai 1961 à Jinhae en Corée du Sud, est un footballeur international sud-coréen qui évoluait au poste de milieu de terrain, avant de devenir ensuite entraîneur.

## Biographie

### Carrière de joueur

#### Carrière en club
Lee Heung-sil joue principalement en faveur du club des POSCO Atoms. Il dispute avec cette équipe 169 matchs en première division sud-coréenne, inscrivant 47 buts. Il réalise sa meilleure performance lors de l'année 1987, où il marque 12 buts.

#### Carrière en sélection
Lee Heung-sil reçoit six sélections en équipe de Corée du Sud, sans inscrire de but, entre 1982 et 1990.
Il participe avec l'équipe de Corée du Sud à la Coupe du monde de 1990. Lors du mondial organisé en Italie, il joue un match contre l'Uruguay.

## Palmarès
POSCO Atoms
- Championnat de Corée du Sud (3) :
  - Champion : 1986, 1988 et 1992.
  - Vice-champion : 1985 et 1987.